# Ленарт Нилсон
Ленарт Нилсон (24. август 1922. - 28. јануар 2017) је био шведски фотограф познат по својим фотографијама људског ембриона и других појава у области медицине за које је сматрано да их није могуће фотографисати. Сматра се једним од првих савремених шведских фоторепортера.

## Биографија
Ленарт Нилсон је рођен у граду Стренгнес у Шведској. Његов отац је такође био фотограф и поклонио му је прву камеру када је имао дванаест година. Када је имао петнаест година, Нилсон је одгледао документарни филм о Луј Пастеру и заинтересовао се за микроскопију. Неколико година касније је набавио микроскоп и почео да се бави микрофотографијом фотографишући инсекте. Почетком четрдесетих година двадесетог века, започео је серију еколошких портрета и имао је прилику да фотографише многе познате швеђане.
Средином четрдесетих година двадесетог века, Ленарт Нилсон почиње професионално да се бави фотографијом и често ради за издавачку кућу Åhlen & Åkerlund у Стокхолму. Неки од његових првих радова као што су The Midwife (1945), Polar bear (1947) и Fishermen (1948) су привукли пажњу на њега након објаве у многим страним часописима.
Његових осамедесетседам фотографија познатих швеђана је објављено 1954. године у књизи Sweden in profile. Неки од његових радова су објављени и у књизи Reportage, из 1955. године.
Средином педесетих година двадесетог века, Ленарт Нилсон испробава нове технике за фотографисање крупног плана. Комбинација ових техника и веома танких ендоскопа који су се појавили средином шездесетих година двадесетог века, омогућила му је да направи револуционарне фотографије крвних судова и телесних шупљина живог човека. Достигао је светску славу 1965. године када су његове фотографије ембриона објављене на насловној страни и на шеснаест страна часописа Life под насловом Драма живота пре рођења. Те фотографије су између осталог објављене и у часописима Stern, Paris Match и The Sunday Times. Фотографије су постале део књиге A Child is Born из 1965. године, а осам милиона примерака је било продато четири дана након објављивања.
У једном интервјуу, Нилсон је објаснио процес фотографисања живог фетуса током медицинског подухвата који је укључивао лапароскопију и амниоцентезу и како је успео да осветли мајчину материцу. Универзитет у Кембриџу тврди да је Нилсон заправо фотографисао абортус и да му је рад са мртвим ембрионом омогућио да експериментише са светлом, позадином и положајем, као што је намештање палца у уста фетуса, али порекло фотографија се ретко помињало. Међутим, Нилсон је сам понудио додатна објашњења о пореклу фотографија у другим интервујима где наводи да је некада користио ембрионе који су побачени због ванматеричне трудноће.
Први пут користи скенирајући електронски микроскоп 1969. године како би приказао функционисање тела. Он је заслужан за фотографисање првих фотографија вируса хумане имунодефицијенције и 2003. године је фотографисао прву фотографију вируса САРС.
Око 1970. године, Ленарт Нилсон се прикључује Институту Каролинска. Такође је учествовао у снимању различитих документараца укључујући и The Saga of Life (1982), The Miracle of Life (1982), Odyssey of Life (1996) и Life's Greatest Miracle (2001).
Ленарт Нилсон умире 28. јануара 2017. године. Током живота је освојио многе награде за свој рад. Његове фотографије су изложене на много локација укључујући и Британски музеј у Лондону и Музеј модерне уметности у Стокхолму. Од 1998. године, награда Ленарт Нилсона се додељује сваке године на Институту Каролинска. Награда се додељује као признање за изузетне фотографије у области науке и спонзорише је Фондација Ленарт Нилсона.[8]

## Рад

### Књиге
- 1959. година - Myror (Мрави)
- 1959. година - Liv i hav (Живот у мору)
- 1963. година - Halleluja, en bok om frälsningsarmén (Алелуја, књига о Армији спаса)
- 1965/1976/1990/2003/2009/2018. година - Ett barn blir till (Дете је рођено)
- 1973. година - Se människan (Гле човек)
- 1975. година - Så blev du till (Тако си настао)
- 1982. година - Vårt inre i närbild (Скраћена верзија књиге Гле човек)
- 1984. година - Nära naturen. En upptäcktsfärd i naturens mikrokosmos (Близу природе. Путовање у микрокосмос природе)
- 1986. година - I mammas mage (У мамином стомаку)
- 1993. година - Vi ska få ett syskon (Добићемо брата или сестру)
- 2002. година - Hans livs bilder (Слике његовог живота)
- 2006. година - Life (Живот)